# 圣克里斯托沃德塞亚
圣克里斯托沃德塞亚，是西班牙加利西亚自治区奥伦塞省的一个市镇。总面积94平方公里，总人口3081人（2001年），人口密度33人/平方公里。